# Лигал (Алберта)
Лигал (енгл. Legal) је варошица у централном делу канадске провинције Алберта и део је агломерације Велики Едмонтон. Налази се на 42 км северно од административног центра провинције Едмонтона на регионалном ауто-путу 651.
Интензивније насељавање подручја започело је 1894. доласком већег броја франкофоних досељеника из Квебека. Насеље је 1. јануара 1998. добило статус вароши. Од 1. априла 2000. Лигал је и службено двојезична заједница (француски и енглески језик).
Према резултатима пописа становништва из 2011. у варошици је живело 1.225 становника у 464 домаћинства, 
што је за 2,8% више у односу на попис из 2006. када су регистрована 1.192 становника.
Насеље има статус националне престонице француског зидног сликарства захваљујући бројним муралима на зидовима зграда у вароши. 

## Становништво
| 2006. | 2011. |
| ----- | ----- |
| 1.192 | 1.225 |